# Iglesia de San Juan Bautista (Berroci)
La iglesia de San Juan Bautista es un edificio situado en el despoblado de Berroci, perteneciente al municipio español de Bernedo.

## Descripción
El edificio se encuentra en el despoblado alavés de Berroci, perteneciente al municipio español de Bernedo. Construido en el siglo XI, está protegido bajo la categoría de «zona de presunción arqueológica». Se menciona como iglesia parroquial del lugar en el Diccionario geográfico-estadístico-histórico de España y sus posesiones de Ultramar de Pascual Madoz, donde se dice que hacia mediados del siglo XIX estaba «servida por un cura y un beneficiado». Décadas después, ya en el siglo XX, Vicente Vera y López vuelve a reseñarla en el tomo de la Geografía general del País Vasco-Navarro dedicado a Álava con las siguientes palabras: «Su parroquia, rural de segunda clase, está dedicada á San Juan y pertenece al arciprestazgo de Maestu».
Despoblado el lugar, la iglesia quedó desafectada. Los registros sacramentales de bautismos, matrimonios y decesos generados por la parroquia de San Juan Bautista desde el siglo XV hasta el final del XIX se conservan con los del resto de iglesias de la provincia en el Archivo Histórico Diocesano de Vitoria, donde pueden consultarse.